# Dalmatské království
Dalmatské království (chorvatsky Kraljevina Dalmacija, německy Königreich Dalmatien, italsky Regno di Dalmazia) byla korunní země Rakouského císařství (1815–1867) a předlitavské části Rakouska-Uherska (1867–1918). Zahrnovalo celou oblast Dalmácie a hlavním městem byl Zadar.

## Historie
Dalmatské království vzniklo roku 1797 z držav, které měla v regionu Benátská republika, toho času spojenec Rakouska během napoleonských válek. Toho roku Napoleon Bonaparte obsadil Benátky, ale pobřeží (Benátskou Dalmácii) včetně Kotorského zálivu (Benátská Albánie) přenechal Rakousku. Do rakouské monarchie bylo toto území zahrnuto jako další korunní země.
Podruhé Dalmatské království vzniklo, když dalmatské pobřeží získalo Rakousko v průběhu napoleonských válek a po nich, tedy v důsledku Vídeňského kongresu. Titul dalmatského krále použil poprvé František I. Rakouský roku 1804. Během revolučního roku 1848 Dalmácii krátce ovládl bán Jelačić.

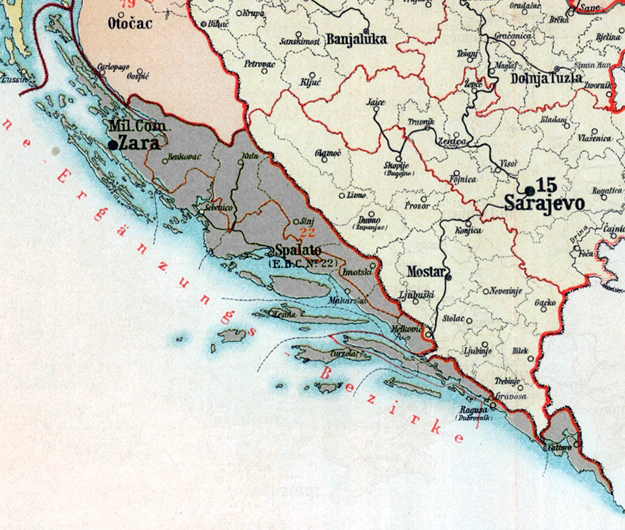
Mapa Dalmatského království

V roce 1918 byla většina území království připojena k Jugoslávii, zatímco Zadar, jeho okolí a ostrov Lastovo anektovala Itálie.